# 대전광역시의 선거구
대전광역시의 선거구는 국회의원 선거구 7개, 시의원 선거구 19개로 이루어져 있으며 5개의 구의원의 선거구도 존재한다.

## 국회의원 선거구
| 번호 | 선거구명  | 관할 구역                                                                                             |
| ---- | --------- | --- |
| 1    | 동구      | 동구 전 지역                                                                                          |
| 2    | 중구      | 중구 전 지역                                                                                          |
| 3    | 서구 갑   | 서구 복수동, 도마1동, 도마2동, 정림동, 변동, 괴정동, 가장동, 내동, 가수원동, 관저1동, 관저2동, 기성동 |
| 4    | 서구 을   | 서구 용문동, 탄방동, 둔산1동, 둔산2동, 둔산3동, 갈마1동, 갈마2동, 월평1동, 월평2동, 월평3동, 만년동   |
| 5    | 유성구 갑 | 유성구 진잠동, 원신흥동, 온천1동, 온천2동, 노은1동                                                    |
| 6    | 유성구 을 | 유성구 노은2동, 노은3동, 신성동, 전민동, 구즉동, 관평동                                               |
| 7    | 대덕구    | 대덕구 전 지역                                                                                        |

## 시의원 선거구
| 번호 | 선거구명         | 관할 구역                                               |
| ---- | ---------------- | ------------------------------------------------------- |
| 1    | 동구 제1선거구   | 동구 중앙동, 신인동, 효동, 홍도동, 삼성동, 산내동       |
| 2    | 동구 제2선거구   | 동구 대동, 자양동, 판암1동, 판암2동, 용운동, 대청동     |
| 3    | 동구 제3선거구   | 동구 가양1동, 가양2동, 용전동, 성남동                   |
| 4    | 중구 제1선거구   | 중구 은행선화동, 대흥동, 문창동, 석교동, 대사동, 부사동 |
| 5    | 중구 제2선거구   | 중구 목동, 중촌동, 용두동, 오류동, 태평1동, 태평2동     |
| 6    | 중구 제3선거구   | 중구 유천1동, 유천2동, 문화1동, 문화2동, 산성동         |
| 7    | 서구 제1선거구   | 서구 괴정동, 내동, 가장동, 변동                         |
| 8    | 서구 제2선거구   | 서구 도마1동, 도마2동, 복수동, 정림동                   |
| 9    | 서구 제3선거구   | 서구 가수원동, 관저1동, 관저2동, 기성동                 |
| 10   | 서구 제4선거구   | 서구 용문동, 탄방동, 갈마1동, 갈마2동                   |
| 11   | 서구 제5선거구   | 서구 둔산1동, 둔산2동, 둔산3동                          |
| 12   | 서구 제6선거구   | 서구 월평1동, 월평2동, 월평3동, 만년동                  |
| 13   | 유성구 제1선거구 | 유성구 진잠동, 원신흥동, 온천1동, 온천2동               |
| 14   | 유성구 제2선거구 | 유성구 노은1동, 노은2동, 노은3동                        |
| 15   | 유성구 제3선거구 | 유성구 신성동, 전민동                                   |
| 16   | 유성구 제4선거구 | 유성구 구즉동, 관평동                                   |
| 17   | 대덕구 제1선거구 | 대덕구 오정동, 대화동, 법1동, 법2동                     |
| 18   | 대덕구 제2선거구 | 대덕구 비래동, 송촌동, 중리동                           |
| 19   | 대덕구 제3선거구 | 대덕구 회덕동, 신탄진동, 석봉동, 덕암동, 목상동         |

## 같이 보기
- 대한민국의 선거구